# Liste der Staatsoberhäupter 1860
Übersicht
◄◄ | ◄ | 1856 | 1857 | 1858 | 1859 | Liste der Staatsoberhäupter 1860 | 1861 | 1862 | 1863 | 1864 | ► | ►►

Weitere Ereignisse

## Afrika
- Ägypten
  - Wali (Vizekönig) unter osmanischer Oberhoheit: Muhammad Said (1854–1863)

- Äthiopien
  - Kaiser: Theodor II. (1855–1868)

- Buganda
  - König: Mutesa I. (1856–1884)

- Bunyoro
  - König: Kyebambe IV. (1852–1869)

- Burundi
  - König: Mwezi IV. Gisabo (1852–1908)

- Dahomey
  - König: Glélé (1856–1889)

- Liberia
  - Präsident: Stephen Allen Benson (1856–1864)

- Marokko
  - Sultan: Sidi Mohammed IV. (1859–1873)

- Oman
  - Sultan: Thuwaini ibn Said (1856–1866)

- Oranje-Freistaat
  - Präsident: Marthinus Wessel Pretorius (1859–1863)

- Ruanda
  - König: Kigeri IV. (1853–1895)

- Kalifat von Sokoto
  - Kalif: Ahmad bin Atiku (1859–1866)

- Südafrikanische Republik
  - Präsident: Marthinus Wessel Pretorius (1857–1863)

- Zulu
  - König: Mpande ka Senzangakhona (1840–1872)

## Amerika

### Nordamerika
- Mexiko
  - Staats- und Regierungschef: Präsident Miguel Miramón (1859–1861)

- Vereinigte Staaten von Amerika
  - Staats- und Regierungschef: Präsident James Buchanan (1857–1861)

### Mittelamerika
- Costa Rica
  - Staats- und Regierungschef: (provisorisch) José María Montealegre Fernández (1859–1863)

- Dominikanische Republik
  - Staats- und Regierungschef: Präsident Pedro Santana (1844–1848, 1853–1856, 1859–1861)

- El Salvador
  - Staats- und Regierungschef: Präsident Gerardo Barrios (1859–1863)

- Guatemala
  - Staats- und Regierungschef: Präsident Rafael Carrera y Turcios (1844–1848, 1851–1865)

- Haiti
  - Staats- und Regierungschef: Präsident Fabre Geffrard (1859–1867)

- Honduras
  - Staats- und Regierungschef: Präsident José Santos Guardiola Bustillo (1856–1862)

- Nicaragua
  - Staats- und Regierungschef: Präsident Tomás Martínez (1857–1867)

### Südamerika
- Argentinien
  - Staats- und Regierungschef:
    1. Präsident Justo José de Urquiza (1854–5. März 1860)
    2. Präsident Santiago Derqui (5. März 1860–1861)

- Bolivien
  - Staats- und Regierungschef: Präsident José María Linares (1857–1861)

- Brasilien
  - Herrscher: Kaiser Peter II. (1831–1889)

- Chile
  - Staats- und Regierungschef: Präsident Manuel Montt (1851–1861)

- Ecuador
  - Staats- und Regierungschef: Präsident Gabriel García Moreno (1859–1865)
  - Guillermo Franco (Gegenstaatschef im Bürgerkrieg bis 24. September 1860)

- Granada-Konföderation (heute Kolumbien)
  - Staats- und Regierungschef: Präsident Mariano Ospina Rodríguez (1857–1861)

- Paraguay
  - Staats- und Regierungschef: Präsident Carlos Antonio López (1841–1844, 1844–1862)

- Peru (umstritten)
  - Staats- und Regierungschef: Präsident Ramón Castilla (1855–1862)

- Uruguay
  - Staats- und Regierungschef:
    1. Präsident Gabriel Antonio Pereira (1856–1. März 1860)
    2. Präsident Bernardo Prudencio Berro (1. März 1860–1864)

- Venezuela
  - Staats- und Regierungschef: Präsident Manuel Felipe de Tovar (1859–1861)

## Asien
- Abu Dhabi
  - Emir: Zayed I. (1855–1909)

- Adschman
  - Scheich: Humaid I. (1848–1872)

- Afghanistan
  - Emir: Dost Mohammed Khan (1842–1863)

- Bahrain
  - Emir: Muhammad ibn Khalifah Al Khalifah (1842–1868)

- China (Qing-Dynastie)
  - Kaiser: Xianfeng (1850–1861)

- Britisch-Indien
  - Vizekönig: Charles John Canning (1856–1862)

- Japan
  - Kaiser: Kōmei (1846–1867)
  - Shōgun: (Tokugawa): Tokugawa Iemochi (1858–1866)

- Korea
  - König: Cheoljong (1849–1864)

- Kuwait
  - Emir: Sabbah II. (1859–1866)

- Oman
  - Sultan: Thuwaini ibn Said (1856–1866)

- Persien (Kadscharen-Dynastie)
  - Schah: Naser od-Din Schah (1848–1896)

- Thailand
  - König: Mongkut, König von Thailand (1851–1868)

## Australien und Ozeanien
- Hawaii
  - König: Kamehameha IV. (1855–1863)

## Europa
- Abchasien
  - Prinz: Mikheil Sharvashidze (1822–1864)

- Andorra
  - Co-Fürsten:
    - Kaiser von Frankreich: Napoleon III. (1848–1870)
    - Bischof von Urgell: Josep Caixal i Estradé (1851–1879)

- Belgien
  - Staatsoberhaupt: König Leopold I. (1831–1865)
  - Regierungschef: Ministerpräsident Charles Rogier (1847–1852, 1857–1868)

- Dänemark
  - Staatsoberhaupt: König: Friedrich VII. (1848–1863)
  - Regierungschef:
    - Ministerpräsident Carl Eduard Rotwitt (1859–8. Februar 1860)
    - Ministerpräsident Carl Frederik von Blixen-Finecke (8. Februar 1860–24. Februar 1860) (kommissarisch)
    - Ministerpräsident Carl Christian Hall (1857–1859, 24. Februar 1860–1863)

- Deutscher Bund
  - Österreich
    - Kaiser: Franz Joseph I. (1848–1916)
      - Ministerpräsident: Johann Bernhard Graf von Rechberg und Rothenlöwen (1859–1861)

  - Preußen
    - König: Friedrich Wilhelm IV. (1840–1861)
      - Ministerpräsident: Karl Anton Fürst von Hohenzollern-Sigmaringen (1858–1862)

  - Fürstentum Anhalt-Bernburg
    - Herzog: Alexander Karl (1834–1863)

  - Fürstentum Anhalt-Dessau
    - Herzog: Leopold IV. (1817–1871)

  - Baden
    - Großherzog: Friedrich I. (1856–1907)

  - Bayern
    - König: Maximilian II. (1848–1864)

  - Braunschweig
    - Herzog: Wilhelm (1831–1884)

  - Bremen
    - Bürgermeister: Arnold Duckwitz (1857–1863, 1866–1869)
    - Bürgermeister: Carl Friedrich Gottfried Mohr (1857–1861, 1864–1867, 1870–1873)

  - Frankfurt
    - Älterer Bürgermeister: Samuel Gottlieb Müller (1849, 1860, 1863)

  - Hamburg
    - Bürgermeister: Heinrich Kellinghusen (1843–1844, 1845–1846, 1847–1848, 1851–1852, 1853–1854, 1855–1856, 1857–1858, 1859–1860)

  - Hannover
    - König: Georg V. (1851–1866)

  - Hessen-Darmstadt
    - Großherzog: Ludwig III. (1848–1877)
      - Präsident des Gesamt-Ministeriums: Reinhard Carl Friedrich von Dalwigk (1850–1871)

  - Hessen-Homburg
    - Landgraf: Ferdinand (1848–1966)
      - Dirigierender Geheimer Rat: Christian Bansa (1848–1862)

  - Hessen-Kassel
    - Kurfürst: Friedrich Wilhelm (1847–1866)

  - Holstein und Lauenburg (Personalunion mit Dänemark 1815–1864)
    - Herzog: Friedrich II. (1848–1863)

  - Liechtenstein
    - Fürst: Johann II. (1858–1929)

  - Lippe
    - Fürst: Leopold III. (1851–1873)

  - Lübeck
    - Bürgermeister: Karl Ludwig Roeck (1855–1856, 1859–1860, 1863–1864, 1867–1868)

  - Luxemburg und Limburg (Personalunion mit den Niederlanden 1815–1890)
    - Großherzog: Wilhelm III. (1849–1890)

  - Mecklenburg-Schwerin
    - Großherzog: Friedrich Franz II. (1842–1883)
      - Präsident des Staatsministeriums: Jasper von Oertzen (1858–1869)

  - Mecklenburg-Strelitz
    - Großherzog: Georg (1816–1860)
    - Großherzog: Friedrich Wilhelm (1860–1904)
      - Staatsminister: Wilhelm von Bernstorff (1850–1861)

  - Nassau
    - Herzog: Adolf (1839–1866) (1890–1905 Großherzog von Luxemburg)
      - Staatsminister: August Ludwig zu Sayn-Wittgenstein-Berleburg (1852–1866)

  - Oldenburg
    - Großherzog: Nikolaus Friedrich Peter (1853–1900)
      - Staatsminister: Peter Friedrich Ludwig Freiherr von Rössing (1851–1874)

  - Reuß ältere Linie
    - Fürst: Heinrich XXII. (1859–1902) bis 1867 unter Vormundschaft
    - Regentin: Caroline von Hessen-Homburg (1859–1867)

  - Reuß jüngere Linie
    - Fürst: Heinrich LXVII. (1854–1867)

  - Sachsen:
    - König: Johann I. (1854–1873)
      - Vorsitzender des Gesamtministeriums: Friedrich Ferdinand von Beust (1858–1866)

  - Sachsen-Altenburg
    - Herzog: Ernst I. (1853–1908)

  - Sachsen-Coburg und Gotha
    - Herzog: Ernst II. (1844–1893)
      - Staatsminister: Camillo von Seebach (1849–1888)

  - Herzogtum Sachsen-Meiningen
    - Herzog: Bernhard II. (1803–1866)

  - Sachsen-Weimar-Eisenach
    - Großherzog: Carl Alexander (1853–1901)

  - Schaumburg-Lippe
    - Fürst: Georg Wilhelm (1787–1860) bis 1807 Graf
    - Fürst: Adolf I. Georg (1860–1893)

  - Schwarzburg-Rudolstadt
    - Fürst: Friedrich Günther (1807–1867)

  - Schwarzburg-Sondershausen
    - Fürst: Günther Friedrich Karl II. (1835–1880)

  - Waldeck und Pyrmont
    - Fürst: Georg Viktor (1845–1893)
      - Regierungsrat: Carl Winterberg (1851–1867)

  - Württemberg
    - König: Wilhelm I. (1816–1864)
      - Staatsminister: Joseph von Linden (1850–1864)

- Frankreich
  - Kaiser: Napoleon III. (1851–1870)

- Griechenland
  - König: Otto I. (1832–1862)

- Italienische Staaten
  - Kirchenstaat
    - Papst: Pius IX. (1846–1870) (1870 Auflösung des Kirchenstaates – Pontifikat endet 1878)

  - Lombardo-Venetien (Personalunion mit Österreich 1815–1859/66) (Lombardei bis auf Mantua 1859 an Sardinien abgetreten)
    - König: Franz Joseph (1848–1859/66)

  - Modena und Reggio (wird 1860 von Sardinien annektiert)
    - Diktator: Luigi Carlo Farini (1859–1860)

  - Parma und Piacenza (wird 1860 von Sardinien annektiert)
    - Diktator: Luigi Carlo Farini (1859–1860)

  - San Marino
    - Capitani Reggenti: Palamede Malpeli, Pier Matteo Berti (1. Oktober 1859–1. April 1860)
    - Capitani Reggenti: Giuseppe Filippi, Pietro Righi (1. April 1860–1. Oktober 1860)
    - Capitani Reggenti: Gaetano Belluzzi, Costanzo Damiani (1. Oktober 1860–1. April 1861)

  - Sardinien (annektiert 1860 Modena, Parma und Toskana)
    - König: Viktor Emanuel II. (1849–1861)

  - Königreich beider Sizilien
    - König: Franz II. (1859–1860)
    - Diktator: Giuseppe Garibaldi (1860–1861)

  - Toskana (wird 1860 von Sardinien annektiert)
    - Großherzog: Ferdinand IV. (1859–1860)

- Moldau unter osmanischer Suzeränität (1859–1862 in Personalunion mit der Walachei, 1862 zu Rumänien vereinigt)
  - Fürst: Alexandru Ioan Cuza (1859–1862)

- Monaco
  - Fürst Charles III. (1856–1889)

- Montenegro (bis 1878 unter osmanischer Suzeränität)
  - Fürst: Danilo II. Petrović-Njegoš (1851–1860) (bis 1852 Fürstbischof)
  - Fürst: Nikola I. Petrović Njegoš (1860–1918) (ab 1910 König)

- Neutral-Moresnet
  - Herrscher: Leopold I., König von Belgien (1831–1865)
  - Herrscher: Friedrich Wilhelm IV., König von Preußen (1840–1861)
  - Bürgermeister: Joseph Kohl (1859–1882)

- Niederlande
  - König: Wilhelm III. (1849–1890)

- Norwegen
  - König: Karl IV. (1859–1872) (identisch mit Karl XV. von Schweden; Norwegisch-Schwedische Personalunion)

- Osmanisches Reich
  - Sultan: Abdülmecid I. (1839–1861)

- Portugal
  - König: Peter V. (1853–1861)

- Russland
  - Kaiser: Alexander II. (1855–1881)

- Schweden
  - König: Karl XV. (1859–1872) (1859–1872 König von Norwegen)

- Serbien (bis 1878 unter osmanischer Suzeränität)
  - Fürst: Miloš Obrenović (1815–1839, 1858–1860)
  - Fürst: Mihailo Obrenović III. (1839–1842, 1860–1868)

- Spanien
  - Königin: Isabella II. (1833–1868)

- Ungarn
  - König: Franz Joseph I. (1848–1916) (1848–1916 König von Böhmen, 1848–1916 Kaiser von Österreich)

- Vereinigtes Königreich
  - Staatsoberhaupt: Königin Victoria (1837–1901) (1877–1901 Kaiserin von Indien)
  - Regierungschef: Premierminister Henry Temple, 3. Viscount Palmerston (1855–1858, 1859–1865)

- Walachei (unter osmanischer Oberherrschaft)
  - Fürst: Alexandru Ioan Cuza (1859–1861) (1859–1861 Fürst der Moldau, 1861–1866 Fürst von Rumänien)